# La Blues Band de Granada
La Blues Band de Granada es una banda española de blues y soul, formada en la ciudad de Granada en 1986 y que sigue en activo en la actualidad.

## Primera época: 1986-1993
El grupo estaba integrado, inicialmente, en 1986, por el cantante de origen franco-alemán Pecos Beck, el guitarrista Joaquín Sánchez, Pepe Chamorro al bajo eléctrico y Antonio Valero con la batería. Después de diversas actuaciones y de consolidarse en el circuito local, se incorporaron Pepe Visedo (saxo y flauta), Ignacio Sánchez (guitarra) y Estanis Peinado (piano y órgano). Con esta formación, y ya en 1989, grabaron su primera maqueta, que tuvo cierta repercusión en medios especializados y, especialmente, en Radio 3. A raíz de ello, la discográfica malagueña Cambayá Records les editó un primer álbum, titulado "El mejor blues de la ciudad" (1990), al que siguieron diversos conciertos en Festivales de Jazz y su presentación en Madrid.
Tras algunas sustituciones (José Luis Pizarro y Carlos Martín se hicieron cargo de las guitarras, y el estadounidense David Lenker sustituyó a Peinado en los teclados) la banda publicó el que sería, hasta hoy, su disco más reconocido, "Negro en tierra de blancos", para el sello Big Bang, recibido con verdaderos elogios por la crítica, "por su naturalidad, su aparente falta de esfuerzo en el dominio del lenguaje, por su falta de pretensiones y por el gran nivel alcanzado, que lo convierten en uno de los mejores discos de blues grabados en España".
El disco incluía clásicos de la banda, como Drinking and walking, Black in whiteland o Some of my best friends are on Welfare, con letras de claro contenido social.

## Segunda época: 1994-1999
Las bajas de Beck, Lenker, Martín y Chamorro, en 1994, modificaron totalmente la imagen de la banda. La suiza Connie Resch se hace cargo de la voz, Joaquín Caballero del bajo, y Javier Avilés de la otra guitarra solista y de los teclados. Tras una gira, que incluyó el Espárrago Rock, Visedo también deja la banda antes de entrar, nuevamente, al estudio de grabación.
Es con la formación restante con la que se graba el que sería su tercer álbum, "La vida no es fácil" (Big Bang, 1995), que salió al mercado en 1996. Este disco se alejaría del purismo de la primera época y experimentaría en otros sonidos y tempos. A pesar de que su nivel era inferior artística y técnicamente a la entrega anterior, obtuvo el reconocimiento de la crítica,  siendo seleccionado como mejor disco de blues nacional del año.
En el año 1998, Resch y Caballero dejan la banda por desavenencias con el resto; la voz la asume la cantante de jazz Celia Mur y el puesto de bajista, recae en Pepe Castro, regresando nuevamente al grupo Estanis Peinado.

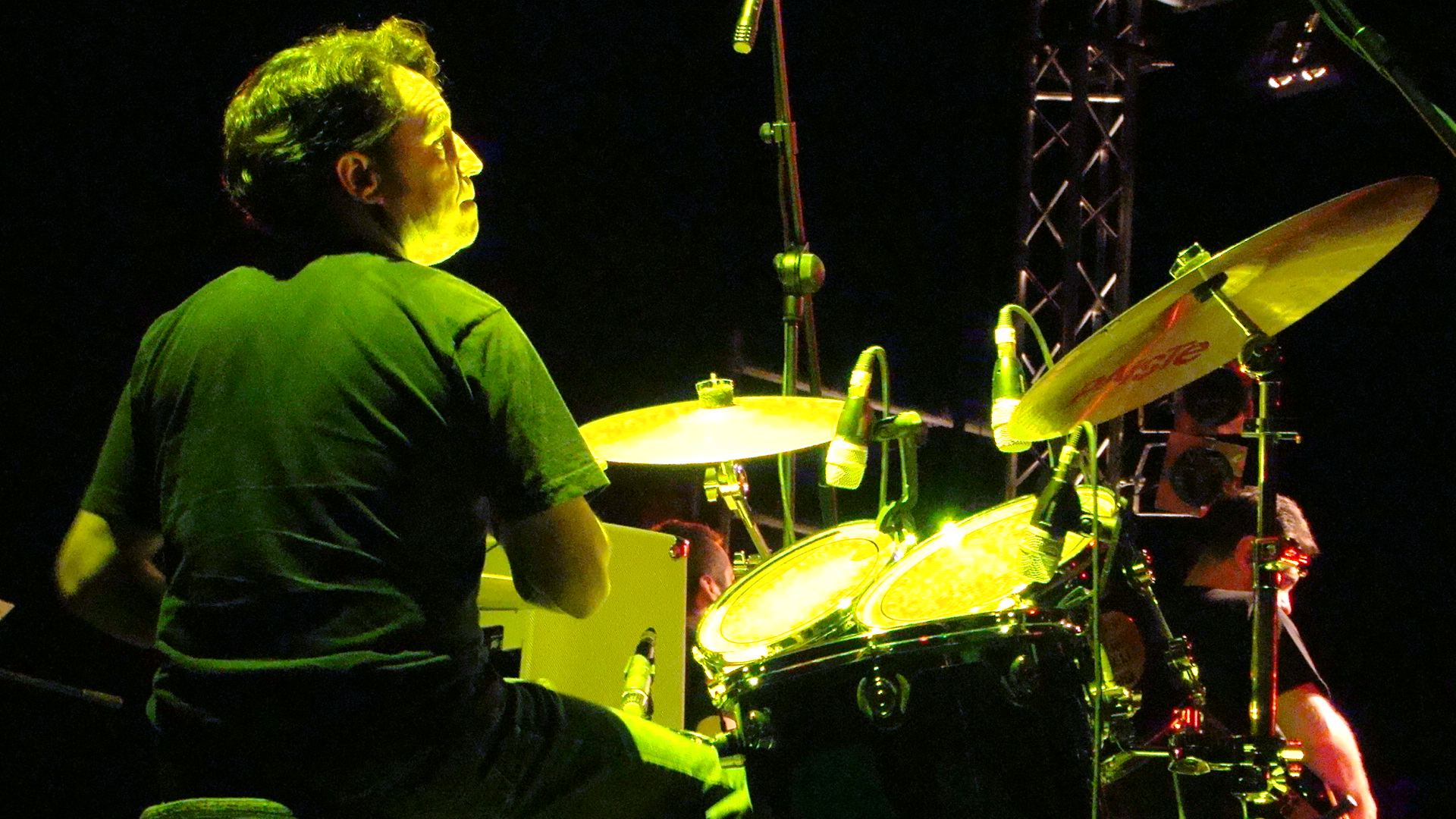
Antonio Valero, batería de la Blues Band de Granada

## Tercera época: 2000-2012
Con ésta formación (J. L. Pizarro, Javier Avilés, Estanislao Peinado, Pepe Castro, Antonio Valero y Celia Mur), y con el regreso de Pecos Beck, el grupo reactiva su presencia en los circuitos nacionales y en los medios, tras la edición de su álbum "Cuatro" (Ámbar, 2000), sin duda el más popular de la banda, si consideramos las referencias sobre aceptación del público, ventas y premios que recibió, como el de Mejor disco de Jazz y Blues, en los Premios de la Música de Andalucía del año 2000. El nuevo sonido, aunque se aleja de las raíces R&B, gana en experiencia y recupera imágenes asociadas a bandas históricas de Jazz Rock, como Blood, Sweat & Tears, a la vez que aporta una línea nueva y más pop de sus compositores. Estas nuevas ideas, con el refuerzo de la base rítmica y la mayor presencia de sus guitarristas, el juego de los dos vocalistas y el robustecimiento del sonido, aportado por una sección de viento, integrada por Nardy Castellini (saxos), Eric Sánchez y Gregorio Buendía (trompetas) y Rafa Martínez Guillén (trombón), supusieron un nuevo impulso para la banda.
Una formación prácticamente sin cambios, grabará su siguiente disco, "Llamando a tu puerta" (Ámbar, 2002), donde la banda desarrolla sus personales versiones de clásicos del R&B y el Soul. Un disco de transición.
Así mismo años siguientes, el grupo realiza varias giras y trabajos especiales, como conciertos didácticos para escolares, en colaboración con la Orquesta Ciudad de Granada. Entre las giras, destacó, por la afluencia de público y proyección mediática, la que realizaron en 2005 junto con la cantante, Rosa López (algo que sus fans más puristas no aceptaron en su momento), con 17 conciertos y sorpresa entre la crítica.
Un año más tarde, en 2006, la banda celebra sus 20 años en escena, con un concierto en el que actúa como invitado especial el guitarrista británico Otis Grand, con el que se inicia una relación (y una larga serie de conciertos).
En 2007, la banda interviene en la banda sonora del film de Alex Quiroga, "Buscando a Enma", compuesta por Estanis Peinado. Un año más tarde, en 2008, publican una caja recopilatoria con tres CD y un DVD, bajo el título de "20 años no son nada" (El Perro Andaluz, 2008), recogiendo todas sus grabaciones, como celebración  de esas dos décadas de vida, un hecho casi insólito, dada la fugacidad con que los grupos aparecen y desaparecen sin dejar ni rastro.
Finalmente, la relación con el guitarrista inglés, fructifica en la grabación de un disco de la banda con Otis Grand, que realiza la producción musical y añade su guitarra. El álbum se publicó en 2009 (The Grand Sessions, Riff-Duradisc), tras realizar las sesiones y mezcla en Londres. El disco obtiene reflejo en la prensa especializada europea, con buena acogida,  calificándolo como "un muy buen álbum", "que contiene algunos excelentes blues al estilo europeo", "incluyendo estándares interpretados de forma muy refrescante".

## Cuarta época: 2013-2025

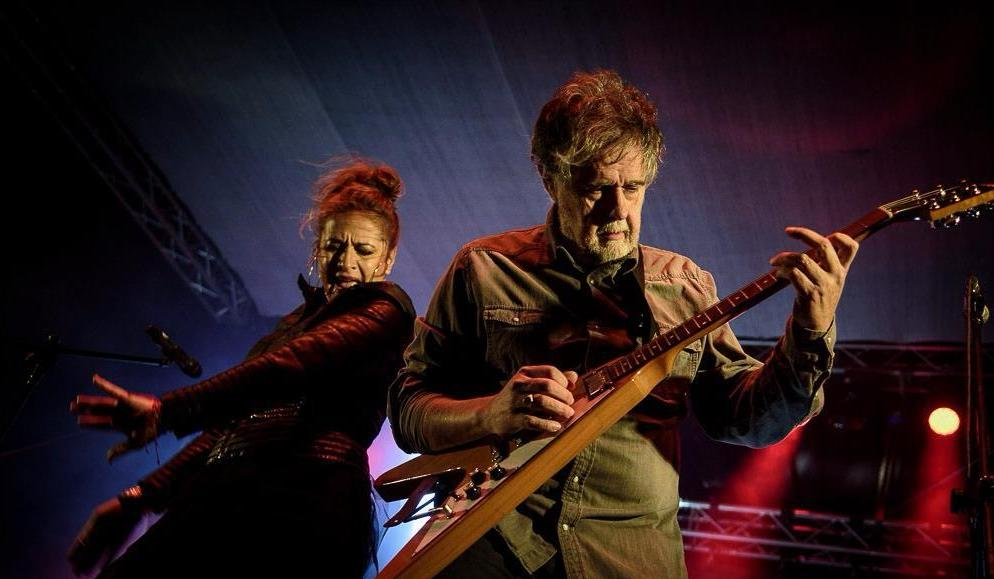
La Blues Band de Granada Arenal Blues 2025

En 2018 se publica su séptimo álbum titulado "Eight" grabado en los estudios de Sonobalance en Pinos Puente (Granada) donde la banda versiona temas emblemáticos como "Imagine" "Let it be" o "Ain´t no Sunshine". En 2020 con la salida de Pecos Beck se incorpora a la voz la cantante granadina Sandra Morales con la que en 2023 la banda graba su octavo álbum titulado "The Jumping Booggie" donde vuelve a las composiciones propias de la mano de Cambayá Records con la producción de Antonio Blanco y Antonio Navarro "Navis" dando paso a una gira que la llevará por los principales festivales de Blues, como Sweett Cotton Festival, Cazorla y ArenalBlues entre otros, en la actualidad y coincidiendo con su gira 40 aniversario esta preparado lo que será su décimo álbum.

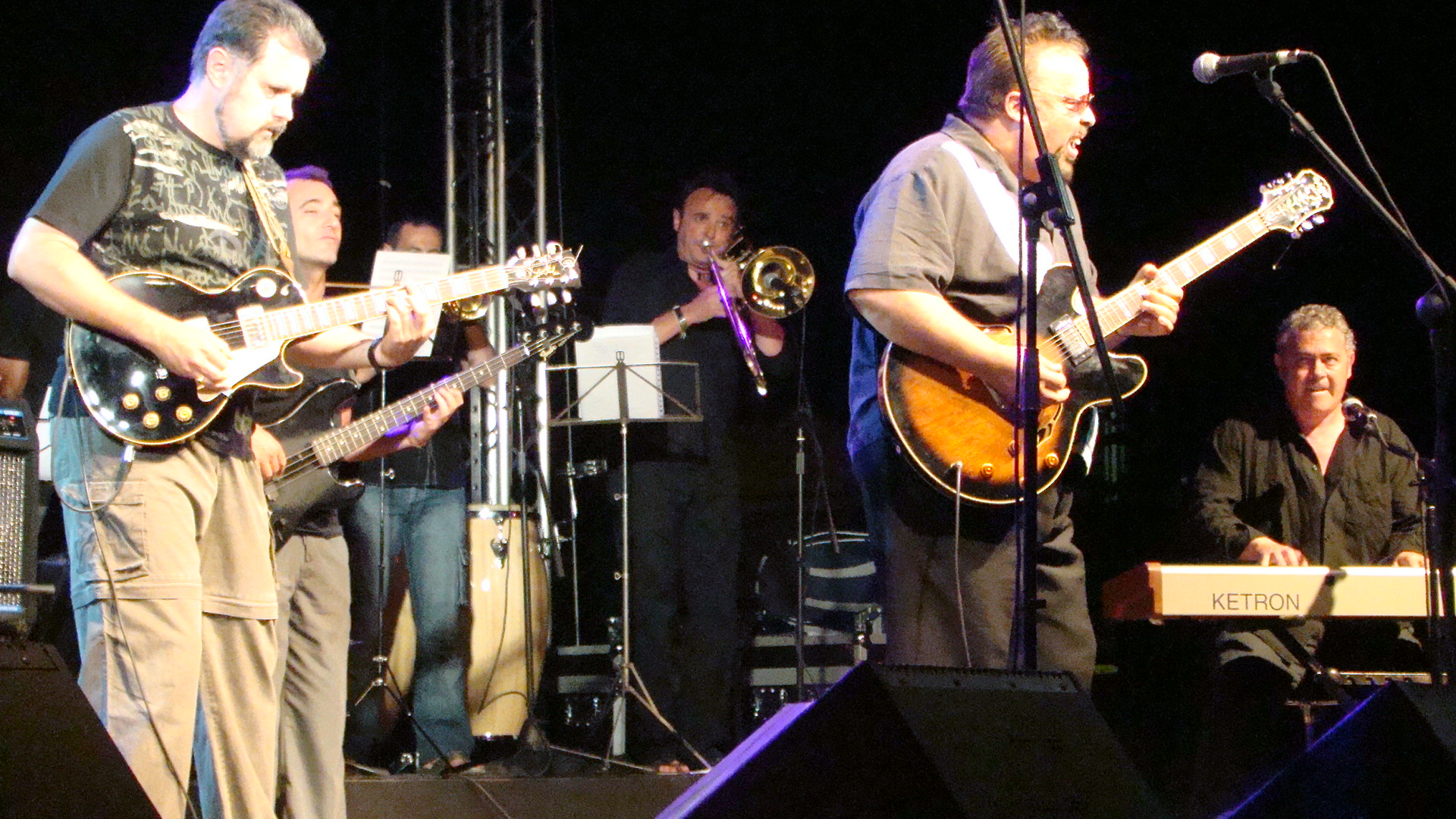
Otis Grand con la Blues Band de Granada

## Discografía
- El mejor blues de la ciudad (Cambayá, 1991)
- Negro en tierra de blancos (Big Bang, 1992)
- La vida no es fácil (Big Bang, 1995)
- Cuatro (Ámbar, 2000; ganador del Premio de la Música de Andalucía 2000 al mejor disco de blues y jazz)
- Llamando a tu puerta (Ámbar, 2002)
- 20 años no son nada (Perro Andaluz-Duradisc, 2008)
- The Grand Sessions, con Otis Grand (Riff Productions-Duradisc, 2009)
- Eight (LBB Récord, 2018)
- The Jumping Booggie (Cambayá - Karonte, 2023)